# Rancho Palos Verdes
Rancho Palos Verdes, fundada en 1973, es una ciudad ubicada en el condado de Los Ángeles en el estado estadounidense de California. En el año 2000 tenía una población de 41,145 habitantes y una densidad poblacional de 1,162.6 personas por km². La ciudad tiene vistas al océano Pacífico y a la isla Santa Catalina.

## Geografía
Rancho Palos Verdes se encuentra ubicada en las coordenadas 33°45′30″N 118°21′51″O / 33.75833, -118.36417. Según la Oficina del Censo, la ciudad tiene un área total de 35,39 km² (13,7 mi²), de la cual 35,39 km² (13,7 mi²) es tierra y 0 km² (0 mi²) (0%) es agua.

## Demografía
Según la Oficina del Censo en 2007 los ingresos medios por hogar en la localidad eran de $111,421, y los ingresos medios por familia eran $129,514. Los hombres tenían unos ingresos medios de +$100,000 frente a los $62,633 para las mujeres. La renta per cápita para la localidad era de $61,840. Alrededor del 2.9% de la población estaban por debajo del umbral de pobreza.